# Sarah Snook
Sarah Snook (n. 1987, Adelaide) este o actriță australiană de film, televiziune și scenă. A devenit cunoscută pentru rolurile sale din filmele Not Suitable for Children (2012), These Final Hours (2013), Predestination (2014) și Jessabelle (2014) precum și pentru rolul din serialul Succesiunea.

## Filmografie

### Filme
| An   | Film                      | Rol                      | Note |
| ---- | ------------------------- | ------------------------ | --- |
| 2010 | Crystal Jam               | Crystal                  | Film de scurtmetraj |
| 2011 | The Best Man              | Isla                     | Film de scurtmetraj |
| 2011 | Sleeping Beauty           | Flatmate                 | |
| 2012 | Not Suitable for Children | Stevie                   | Premiul Film Critics Circle of Australia Award for Best Actress Nominalizare - AACTA Award for Best Actress in a Leading Role |
| 2013 | These Final Hours         | Mama lui Mandy           | |
| 2014 | Predestination            | Jane                     | AACTA Award for Best Actress in a Leading Role                                                                                |
| 2014 | Jessabelle                | Jessie                   | |
| 2015 | The Dressmaker            | Gertrude 'Trudy' Pratt   | |
| 2015 | Oddball                   | Emily Marsh              | |
| 2015 | Holding the Man           | Pepe                     | |
| 2016 | Steve Jobs                | Andrea "Andy" Cunningham | Filmare |

### Televiziune
| An   | Titlu                 | Rol                     | Note |
| ---- | --------------------- | ----------------------- | --- |
| 2009 | All Saints            | Sophie                  | Episodul: 'Curve Balls' |
| 2010 | Sisters of War        | Lorna Whyte             | Film TV AACTA Award for Best Lead Actress in a Television Drama Nominalizare - Graham Kennedy Award for Most Outstanding New Talent |
| 2011 | Packed to the Rafters | Jodi Webb               | Episoade: 'The Dollhouse' and 'In With the New'                                                                                     |
| 2011 | Blood Brothers        | Debbie Franklin         | |
| 2011 | My Place              | Minna Muller            | Episod: 'Henry 1878' |
| 2011 | Spirited              | Antonia                 | 10 episoade |
| 2013 | Redfern Now           | Officer Sarah Donaldson | Episodul: 'Dogs of War' |
| 2014 | The Moodys            | Louise                  | Episodul: 'Happy Anniversary Kevin & Maree'                                                                                         |

## Premii
- 2011: Nominalizare la Logie Awards for Most Outstanding New Talent
- 2012: A câștigat AACTA Award for Best Lead Actress in a Television Drama, pentru Sisters of War
- 2013: A câștigat FCCA Award for Best Actress, pentru Not Suitable for Children
- 2013: A câștigat AACTA Award Nomination for Best Lead Actress, pentru Not Suitable for Children
- 2015: A câștigat AACTA Award for Best Lead Actress for 'Predestination'
- 2015: A câștigat AFCA Award for Best Supporting Actress, pentru These Final Hours